# Yamba Malick Sawadogo
 (septembre 2023).
Yamba Malick Sawadogo est un homme politique burkinabé.

## Biographie

### Carrière
Ancien membre du parlement africain, Yamba Malick Sawadogo a été un des initiateurs du Comité de défense de la révolution. Incarcéré à la maison d'arrêt et de correction de Ouagadougou en 1987, il a participé a l'inhumation du président assassiné Thomas Sankara,.